# Калішковиці-Олобоцькі
Калішковиці-Олобоцькі (пол. Kaliszkowice Ołobockie) — село в Польщі, у гміні Мікстат Остшешовського повіту Великопольського воєводства.
Населення — 773 особи (2011).
У 1975-1998 роках село належало до Каліського воєводства.

## Демографія
Демографічна структура станом на 31 березня 2011 року:
|          | Загалом | Допрацездатний вік | Працездатний вік | Постпрацездатний вік |
| -------- | ------- | ------------------ | ---------------- | -------------------- |
| Чоловіки | 379     | 71                 | 270              | 38                   |
| Жінки    | 394     | 85                 | 221              | 88                   |
| Разом    | 773     | 156                | 491              | 126                  |